# Oranjebaan (Amstelveen)

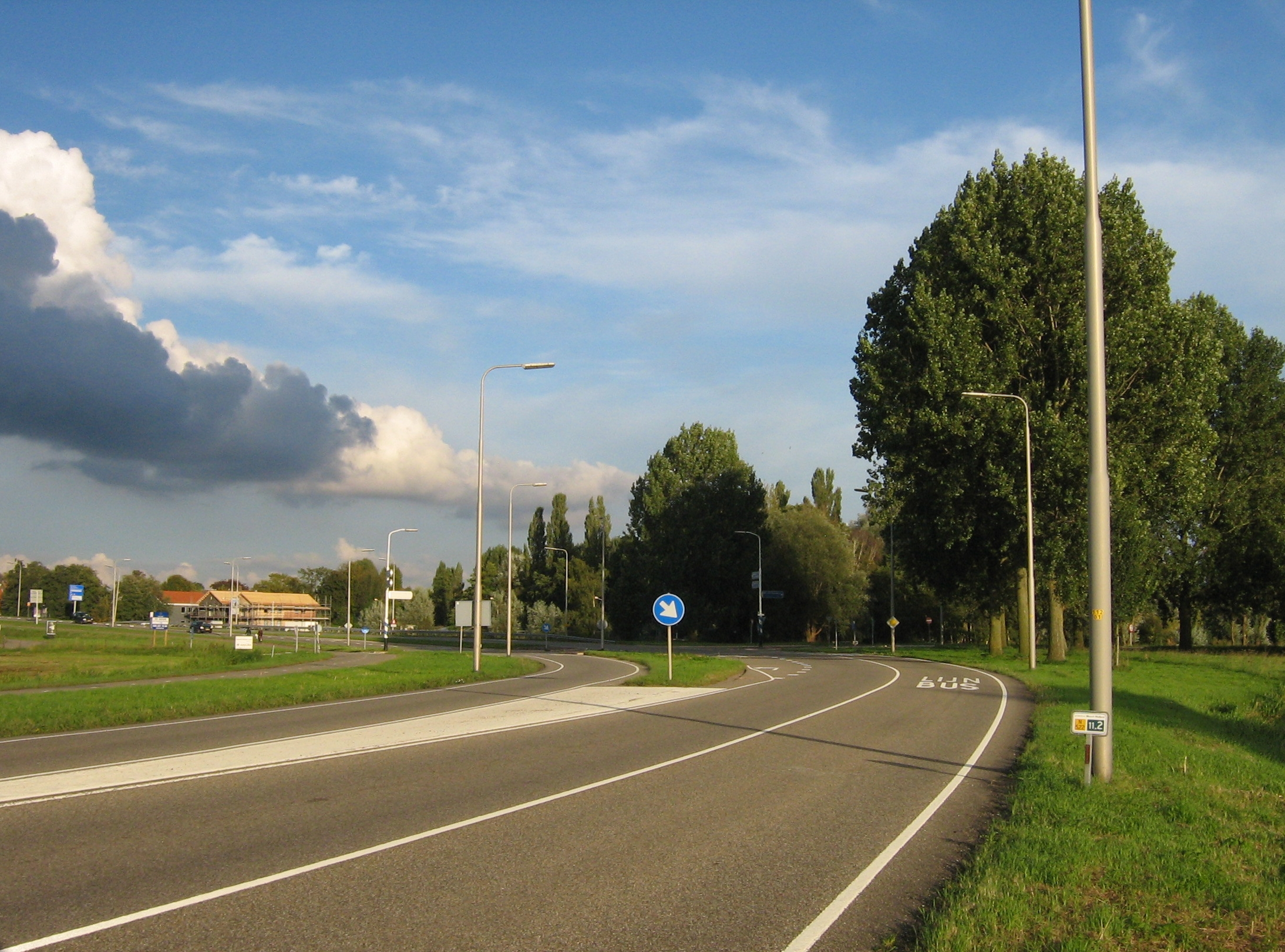
Oranjebaan vlak voor de brug over de Amstel

De Oranjebaan is een belangrijke doorgaande weg in de gemeente Amstelveen. Het grootste deel wordt ook aangeduid als N522.
De weg loopt in het verlengde van de Groen van Prinstererlaan na het viaduct onder de Beneluxbaan bij de tramhalte "Oranjebaan". Hierna loopt de weg langs het Bankrashof en daarna met een boog langs het recreatiegebied Elsenhove naar de Brug over de Amstel in Ouderkerk en gaat na de Amstel over in de Burgemeester Stramanweg.
De weg werd op 6 juni 1976 geopend en was de vervanger van de smalle en bochtige Ouderkerkerlaan die tegenwoordig daar de naam Kruitmolen heeft. Voor het snelverkeer was er de A9 gekomen die in Amstelveen de Burgemeester van Sonweg heet. De Oranjebaan was bedoeld voor het lokale verkeer, voor dat verkeer dat niet van de snelweg gebruik kon maken en voor het openbaar vervoer. De weg kent een vrije busbaan in de richting Ouderkerk aan de Amstel en wordt geheel of gedeeltelijk gebruikt door de Connexxion buslijnen 171, 300 en 356 (laatste twee zijn onderdeel van R-net). 
De weg is vernoemd naar het huis van Oranje-Nassau maar ook naar de kleur, ontstaan door het mengen van de hoofdkleuren rood en geel.